# Piptocoma rufescens
Piptocoma rufescens là một loài thực vật có hoa trong họ Cúc. Loài này được Cass. miêu tả khoa học đầu tiên năm 1817.